# シャオチャイポン
シャオチャイポンは、ソロアイドルとして活動するKOTOと平野友里の二人による、日本の女性アイドルグループである。

## メンバー
- KOTO（こと、愛称：ことら） - 「陰」（暗い方）担当。担当カラーは紫。
- 平野友里（ひらのゆり、愛称：ゆり丸） - 「陽」担当。担当カラーは赤。

## 来歴
キッズダンサーとしての実績を持ちソロアイドルとして活動するKOTOと、元TAKENOKO▲のメンバーでソロアイドルとして同じく活動中の平野友里により結成された。
女の子版陰陽師をコンセプトとする。ファンの名称は「式神」である。サウンドプロデューサーはレコライドの佐々木喫茶が務める。

### 2016年
- 9月21日、シャオチャイポンの始動を発表[1]。
- 9月25日、渋谷GladでのKOTOの生誕イベント「KOTO生誕祭」にて、シャオチャイポンのライブを初披露。
- 9月26日、音楽サイトOTOTOYでデビュー曲「シャオチャイポン」をハイレゾ配信開始。二人のインタビューが掲載される。[2]
- 10月20日、新宿NINE SPICEにて初の主催定期イベントを開催。
- 12月11日、『iCON DOLL LOUNGE ～2016 WINTER COLLECTION～』に出演[3]。

### 2017年
- 3月15日、初の全国流通シングル「URAHARAろまんちっく」を発売[4]。OTOTOYでもハイレゾ配信を開始[5]。初のMVも公開[6]。
- 5月30日、青山 月見ル君想フにて主催イベントを開催。新曲を初披露。
- 6月19日、活動休止を発表。[7]
- 7月8日、サワソニ海の家に出演。本ライブをもって活動を休止。
- 10月30日、ギザギザワークス主催イベントで久々に2人でのライブを披露。

### 2021年
- 3月19日、 KOTO 「BACK TO THE UNIVERSE TOUR」Phase2で久々に2人でのライブを披露。

### 2022年
- 2月6日、佐々木喫茶フェスティバル2022に出演。

## ディスコグラフィ

### シングルCD
| # | 発売日        | タイトル            | 品番   | 収録曲                                                       | 備考 | 動画 |
| - | ------------- | ------------------- | ------ | ------------------------------------------------------------ | --- | ---- |
| 1 | 2016年9月25日 | シャオ!チャイ!ポン! |        | 1. シャオ!チャイ!ポン! 2. シャオ!チャイ!ポン!(inst)          | 作詞・作曲：佐々木喫茶 振付：優花。ライブ会場および通販での限定販売CD-R。                                  |      |
| 2 | 2017年3月15日 | URAHARAろまんちっく | XCPN-1 | 1. URAHARAろまんちっく 2. それが愛だ! 3. シャオ!チャイ!ポン! | 作詞・作曲：佐々木喫茶 振付：優花。初の全国流通盤。 （3月21日付オリコンシングルウィークリーランキング4位） | 1.MV |

## ライブ

### 主要な公演
| 公演日   | 公演名                                                                 | 会場                       | 備考 |
| 2016年   | 2016年                                                                 | 2016年                     | 2016年 |
| -------- | ---------------------------------------------------------------------- | -------------------------- | --- |
| 9月25日  | KOTO生誕祭                                                             | 渋谷Glad                   | 初お披露目。 |
| 10月10日 | Sound Lab mole 10周年企画 Thanks10 -サンクステン- NNNNNNNN～エヌハチ～ | 札幌Sound lab mole         | 初の遠征。 |
| 10月20日 | シャオチャイポン定期公演vol.1                                          | 新宿NINE SPICE             | 新曲URAHARAろまんちっくを披露。 |
| 10月28日 | 秋のKOTO祭り                                                           | 渋谷WWWX                   | |
| 11月15日 | シャオチャイポン定期公演vol.2                                          | 新宿MARZ                   | ゲスト：ICE CREAM SUICIDE |
| 11月26日 | 平野友里1stワンマンライブ                                              | 新宿MARZ                   | |
| 12月7日  | Beat Happening！渋谷PuTiサーキット！                                   | 渋谷LUSH＆HOME             | |
| 12月10日 | 冬のKOTO祭り                                                           | 渋谷WWWX                   | |
| 12月18日 | Catch Up Vol.6                                                         | 新潟柳都SHOW!CASE!!        | |
| 12月21日 | iCON DOLL LOUNGE ～2016 WINTER COLLECTION～                            | 原宿ラフォーレミュージアム | |
| 2017年   |                                                                        |                            | |
| 1月18日  | シャオチャイポン定期公演vol.3                                          | 新宿MARZ                   | ゲスト：ラブアンドロイド、CGcross 淋しい熱帯魚のカバーを披露。                                                                                      |
| 2月16日  | ハッピーくるくる主催『回回Party! vol.2』                               | 渋谷Milkyway               | |
| 2月12日  | 佐々木喫茶フェスティバル2017                                           | 渋谷Glad                   | |
| 2月25日  | エクストロメ!!!✕SELL NU IDOL? VOL.3                                    | 心斎橋サンホール           | 初大阪遠征。 |
| 3月10日  | おやすみホログラム&シャオチャイポンリリースイベント                    | タワーレコード新宿店       | 初のリリースイベント。 |
| 3月14日  | 「URAHARAろまんちっく」レコ発パーティ                                  | 新宿MARZ                   | ゲスト：O'CHAWANZ、ねがいごと。、NEXT少女事件、日本アイドル生成工房、池田美夕、はるちろ MVを初公開。                                                |
| 3月24日  | 明日は土曜日                                                           | 渋谷WWW                    | |
| 5月2日   | Happiness!!-FAVORITE the IDOL-                                         | 新宿MARZ                   | |
| 5月28日  | エクストロメFEST                                                       | 心斎橋SUNHALL              | 高熱でKOTOが欠席のため、前日のリリイベも含めゆり丸のみで出演。                                                                                      |
| 5月30日  | 月ミルシャオチャイポンvol.1                                            | 青山 月見ル君想フ          | ゲスト：ねうちゃん 新曲「さよならエビルスピリット」を初披露。同会場での11月末のワンマンライブの開催と、ライブに向けたミッションの実施が発表される。 |
| 7月8日   | サワソニ26 海の家                                                      | 片瀬江ノ島海岸             | 本ライブをもって活動を休止。 |
| 10月30日 | ギザギザのハロウィンナイト                                             | 六本木VARIT.               | 久々に2人でのライブを披露。 |